# 109573 Mishasmirnov
109573 Mishasmirnov è un asteroide della fascia principale. Scoperto nel 2001, presenta un'orbita caratterizzata da un semiasse maggiore pari a 2,6317086 UA e da un'eccentricità di 0,2678200, inclinata di 4,63704° rispetto all'eclittica.